# Sándor Simonyi-Semadam
Sándor Simonyi-Semadam (1864-1946), político húngaro que desempeñó el cargo de primer ministro durante cuatro meses en 1920. Durante su gobierno Hungría firmó el Tratado de Trianon (4 de junio de 1920) que, tras la Primera Guerra Mundial, selló la pérdida de dos tercios del país, cedidos a los países vecinos (Checoslovaquia, Yugoslavia, Rumanía y Austria).
Sucedió en el cargo de presidente del Gobierno a Károly Huszár el 15 de marzo de 1920 tras haber dimitido este el día anterior, no deseando permanecer en el cargo y firmar el tratado de paz. Anteriormente fungía como vicepresidente del Parlamento húngaro.
Simonyi fue miembro de la Sociedad Húngaro-Japonesa, responsable de la creación de lazos culturales entre su país y Japón.